# Репнин, Юрий Никитич
Юрий Никитич Репнин (17 апреля 1701 — 14 октября 1744, Выборг) — князь, генерал-лейтенант, Выборгский губернатор во времена правления Екатерины I Алексеевны, Петра II Алексеевича, Анны Ивановны и Елизаветы Петровны.

## Биография
Родился 17 апреля 1701 года в семье генерал-фельдмаршала князя Аникиты Ивавновича Репнина (1668—1726) и его второй жены Прасковьи Дмитриевны Нарышкиной, урожденной княжны Голицыной (1671—1703).
В 1714 году по разделу имущества отца получил: Богородицкое и Ватутино Московского уезда, Хрусталь и Ерденёво Оболенского уезда, Свитино Боровского уезда, Корюково Рузского уезда, Кожино Звенигородского уезда, Рождествено Галицкого уезда.
Сержант Лейб-гвардии Преображенского полка (март 1722). Подполковник, пожалован в полковники Вятского пехотного полка (24 июля 1728). Генерал-лейтенант, член Генерального суда по Лопухинскому делу (18 августа 1743). Назначен Выборгским губернатором (16 января 1744). Пожалован орденом Святого Александра Невского (15 июля 1744).
Скончался 14 октября 1744 года и погребён в Пафнутьево-Боровском монастыре.

## Семья
Имел братьев: генерал-фельдцейхмейстера Василия Никитича, полковника Ивана и Сергея Никитичей, сестру Анну Никитичну (в 2-х замужествах княжна Хованская).
Жена: Клеопатра Ивановна Мусина-Пушкина (ум. 1734) — погребена в Пафнутьево-Боровском монастыре.
Их единственный сын Александр страдал слабоумием. Ввиду последнего обстоятельства Репнин, умирая, завещал все свое имущество, минуя больного сына, своему племяннику князю Николаю Васильевичу. После его смерти завещание было оспорено, и только 10 июня 1753 года последовал именной указ об исполнении во всем объеме воли завещателя.